# Taedongmun-Kino
Das Taedongmun-Kino (koreanisch 대동문영화관, Taedongmun-Yeonghwagwan, „Taedong-Tor-Kino“) ist ein Filmtheater in Pjöngjang, Nordkoreas Hauptstadt. Es wurde im Jahre 1955 errichtet und seiner Bestimmung übergeben. Benannt wurde es nach dem in der Nähe befindlichen Taedong-Tor. Das Gebäude ist im Stil des Neoklassizismus gehalten. Es befindet sich auf einem 2.650 m² großen Areal im Stadtzentrum und erstreckt sich über drei Etagen. Neben Filmaufführungen finden hier auch diverse andere Veranstaltungen wie Ausstellungen oder das Pyongyang International Film Festival statt. In einem Laden kann man Literatur in Bezug auf die Thematik Film erwerben. 2008 wurde das Kino saniert: Während die Fassade erhalten blieb, wurde die Innenarchitektur vollständig überarbeitet. Über die Kapazität gibt es je nach Quelle unterschiedliche Angaben, zwei Säle mit jeweils 500 Plätzen oder insgesamt 1.400 Plätze.
Vom 4. bis 8. November 2013 fand die erste Deutsche Filmwoche in Nordkorea statt, es wurden vier deutsche Produktionen gezeigt: Das Wunder von Bern, Goethe!, Almanya – Willkommen in Deutschland und Der ganz große Traum.
Es befindet sich an der Sungri-Straße im zentralen Bezirk Chung-guyŏk, Stadtviertel (Dong) Taedongmun-dong. Gegenüber befindet sich der Pjöngjanger Schülerpalast.